# (661) Clélie
(661) Clélie, désignation internationale (661) Cloelia, est un astéroïde de la ceinture principale découvert le 22 février 1908 par l'astronome américain Joel Metcalf.

Sa désignation provisoire était 1908 CL. Il est nommé d'après le personnage romain Clélie.